# Route migratoire de la Méditerranée orientale

Arrivée de réfugiés syriens et iraqiens à Skala Sykamias, Lesbos, le 30 octobre 2015.

La route migratoire de la Méditerranée orientale se rapporte aux arrivées irrégulières de migrants clandestins en Grèce, à Chypre et en Bulgarie. Un grand nombre de réfugiés cherchant à échapper à la guerre civile en Syrie sont arrivés dans l'Union européenne lors de la crise migratoire de 2015.
L'entrée en vigueur de l'accord sur l'immigration entre la Turquie et l'Union européenne a contribué à réduire le nombre d'arrivées irrégulières par cette route.